# Parafia św. Józefa w Burzynie
Parafia św. Józefa w Burzynie – parafia rzymskokatolicka, znajdująca się w diecezji tarnowskiej, w dekanacie Tuchów.